# Freudenberg (Nadrenia Północna-Westfalia)
Freudenberg [ˈfʁɔʏ̯dn̩ˌbɛʁk] – miasto w Niemczech, położone w kraju związkowym Nadrenia Północna-Westfalia, w rejencji Arnsberg, w powiecie Siegen-Wittgenstein. W 2010 roku liczyło 18 392 mieszkańców.